# Usmrtitev Oleksandra Macijevskega
Oleksandr Igorovič Macijevski (ukrajinsko Олександр Ігорович Мацієвський, romunsko Alexandr Mațievschii; 10. maj 1980 – 30. december 2022) je bil v Moldaviji rojen pripadnik ukrajinske kopenske vojske, ki so ga 30. decembra 2022 kot ujetnika med bitko za Bahmut v ruski invaziji na Ukrajino usmrtili ruski vojaki. Posnetek usmrtitve je 6. marca 2023 zaokrožil po spletu. Macijevski je na posnetku stal v grobu ter kadil cigareto, nakar je izgovoril »Slava Ukrajini!« ter bil z več strani ustreljen z avtomatskim orožjem.

## Usmrtitev
6. marca 2023 se je na spletu pojavil 12-sekundni videoposnetek usmrtitve. V posnetku v zimskem času je neoborožen vojak v ukrajinski vojaški uniformi in stoji v plitki izkopani luknji, za njim je lopata. Vojak kadi cigareto ter izgovori »Slava Ukrajini!«, nakar se iz več smeri sliši strele iz avtomatskega orožja, pod katerimi vojak pade. Slišijo se glasovi v ruščini »Umri, prasica!«

## Žrtev
Sprva so se v javnosti pojavila ugibanja o možnih šestih različnih imenih žrtve s posnetka. Za najbolj verjetni identiteti sta izkazala Timofij Šadura in Oleksadr Macijevski.
Sprva so 7. marca ukrajinski uradniki vojaka identificirali kot Timofija Šaduro (ukrajinsko Тимофій Миколайович Шадура; rojen 7. januarja 1982). Šadura je bil pripadnik 30. mehanizirane brigade ukrajinske vojske in je bil pogrešan od 3. februarja 2023 v bližini vasi Zalizjanske v Donecki oblasti. Hkrati je Oleksandr Macijevski, ki je izginil po neuspešnem protinapadu v okolici Soledarja 30. decembra 2022, zaradi vizualnih in kontekstualnih podobnosti ostal možna identiteta žrtve. Pred izginotjem je bil Macijevski podobno obvezan kot vojak na posnetku. Truplo močno prerešetanega Macijevskega je bilo že januarja vrnjeno Ukrajini v izmenjavi ter v februarju bilo vrnjeno njegovi vasi ter pokopano v mestu Nižin, kjer je pred vojno delal kot električar.
Tako družina Šadure kot Macijevskega je trdila, da ga prepozna v posnetku. Kljub pozivom, naj Šaduro in Macijevskega posmrtno prepoznajo kot heroja Ukrajine, sta vasi obeh vojakov pozvali k potrpljenju v čakanju na zaključke forenzične preiskave ter druga drugi izrazili podporo.
Ukrajinska vlada je po preiskavi Macijevskega uradno identificirala kot žrtev s posnetka. Macijevski je bil rojen v Kišinjevu v Moldaviji ter se je pri 28ih letih preselil v Ukrajino. Ministrstvo za zunanje zadeve in evropsko integracijo Moldavije je potrdilo, da je Macijevski imel dvojno državljanstvo Moldavije in Ukrajine. Njegovo ime v romunščini je bilo Alexandr Mațievschii.

## Odzivi

### Ukrajina
V hitrem odzivu so ukrajinski uradniki pozvali k identifikaciji morilcev in k preiskavi Mednarodnega kazenskega sodišča (ICC).
Ukrajinski predsednik Volodimir Zelenski se je še na dan objave posnetka odzval in objavil posnetek v katerem je obsodil zločin. Kasneje istega dne je glavni preiskovalni oddelek varnostne službe Ukrajine zaradi posnetka začel kazenski postopek.
Generalni državni tožilec Ukrajine Andrij Kostin je dejal, da je bil zaradi streljanja na ujetnika uveden kazenski postopek po členu 438, del 2 Kazenskega zakonika — kršitev zakonov in običajev vojne, in dodal, da »obstajajo pravila mednarodnega prava, ki jih ruski kriminalni režim sistematično ignorira. Toda slej ali prej bo prišlo do kazni.« 
Ukrajinski zunanji minister Dmitro Kuleba je pozval tožilca ICC Karima Khana, naj razišče incident. Po mnenju Kulebe je posnetek »dokaz, da je ta vojna genocidna.«
Stranka Sluga narodu je sporočila, da bo po ugotovitvi vseh okoliščin in identifikaciji pokojnika Zelenskemu poslala poziv, naj vojaku posthumno podeli naziv heroj Ukrajine.
12. marca 2023 je Zelenski Macijevskemu podelil naziv heroja Ukrajine in zapisal: »Ukrajinski bojevnik. Človek, ki bo znan in se ga bodo spominjali za vedno. Za njegov pogum, za njegovo zaupanje v Ukrajino in za njegov »Slava Ukrajini!««

### Rusija
Rusija usmrtitve ni obsodila in še naprej zanika kakršne koli vojne zločine med invazijo na Ukrajino.

## Zapuščina
Aprila 2023 so ulico v Nižinu, domačem mestu Macijevskega preimenovali v njegovo čast. 25. novembra 2023 so v istem mestu odkrili tudi njegov kip.